# Захарєєв Юрій Валентинович
Ю́рій Валенти́нович Захарє́єв (нар. 19 вересня 2002) — український боксер, що виступає у першій середній ваговій категорії, чемпіон світу-2021.
Чемпіон світу та Європи серед юнаків, чемпіон Європи серед юніорів.
У листопаді 2021 року Захарєєв переміг на Чемпіонаті світу з боксу в Белграді. 19-річний боксер завоював золоту медаль у ваговій категорії до 71 кг, ставши наймолодшим чемпіоном світу з боксу в історії України. До того наймолодшим чемпіоном був 21-річний Василь Ломаченко, який переміг на світовій першості 2009.

## Аматорська кар'єра у боксі
Починаючи з чемпіонату Європи 2022 в кар'єрі Захарєєва настала полоса відносних невдач.
- На чемпіонаті України 2022 поступився у фіналі Максиму Молодану.
- У березні 2023 року вийшов до фіналу міжнародного турніру імені Альгірдаса Шоцікаса, а у червні програв у другому бою на Європейських іграх Тугрулхану Ердеміру (Туреччина).
- У листопаді 2023 на чемпіонаті України завоював золоту медаль, здобувши у фіналі перемогу над Максимом Молоданом і завоювавши право представляти Україну на ліцензійних відбіркових турнірах до Олімпійських ігор 2024, а у березні 2024 року програв колумбійцю Олександру Рангелу на першому ліцензійному турнірі, у травні 2024 року — Айдану Волшу (Ірландія) на другому ліцензійному турнірі і втратив можливість виступити на Олімпіаді 2024.

## Статистика професійних поєдинків
| 2 Перемоги (1 нокаутом, 1 за рішення суддів), 0 Поразок (0 нокаутом, 0 за рішення суддів) |        |              |       |                |        |             |                |                    |                    |
| Результат                                                                                 | Рекорд | Суперник     | П-П-Н | Останні 6 боїв | Спосіб | Раунд, час  | Дата           | Місце проведення   | Примітки           |
| Перемога                                                                                  | 2-0    | Борис Недбал | 3-0   |                | TKO    | 4 (4), 1:09 | 7 червня 2025  | Палац спорту, Київ |                    |
| Перемога                                                                                  | 1-0    | Хоель Хуліо  | 39-20 |                | UD     | 4           | 14 грудня 2024 | Стерео Плаза, Київ | Професійний дебют. |

## Спортивні досягнення у боксі
- Регіональні аматорські
  - 2021 —  Чемпіон України у першій середній вазі (до 71 кг)
  - 2022 —  Срібний призер чемпіонату України у легкій вазі (до 71 кг)
  - 2023 —  Чемпіон України у першій середній вазі (до 71 кг)
- Міжнародні аматорські 
  - 2021 —  Чемпіон світу у першій середній вазі (до 71 кг)
  - 2022 —  Бронзовий призер чемпіонату Європи у першій середній вазі (до 71 кг)